# Save (rijeka u Africi)
Save je 640 km duga rijeka u jugoistočnoj Africi koja protječe kroz Zimbabve i Mozambik. Rijeka izvire u Zimbabveu, oko 80 km južno od Hararea, glavnog grada Zimbabvea, a ulijeva se u Indijski ocean. Rijeka se u povijesti koristila kao trgovački put za zlato i ostalu robu između obale i unutrašnjosti kontinenta.